# Donowarih
Donowarih is een bestuurslaag in het regentschap Malang van de provincie Oost-Java, Indonesië. Donowarih telt 8669 inwoners (volkstelling 2010).